# Voo Spanair 5022
O voo JK 5022 da Spanair foi uma rota comercial de passageiros entre o aeroporto de Barajas em Madrid e a ilha de Gran Canária. Em 20 de agosto de 2008 a aeronave que operava essa rota, um modelo McDonnel Douglas MD-82, sofreu um acidente, causando a morte de 153 dos 172 ocupantes. A aeronave caiu imediatamente após decolar da pista 36L do Aeroporto de Barajas.

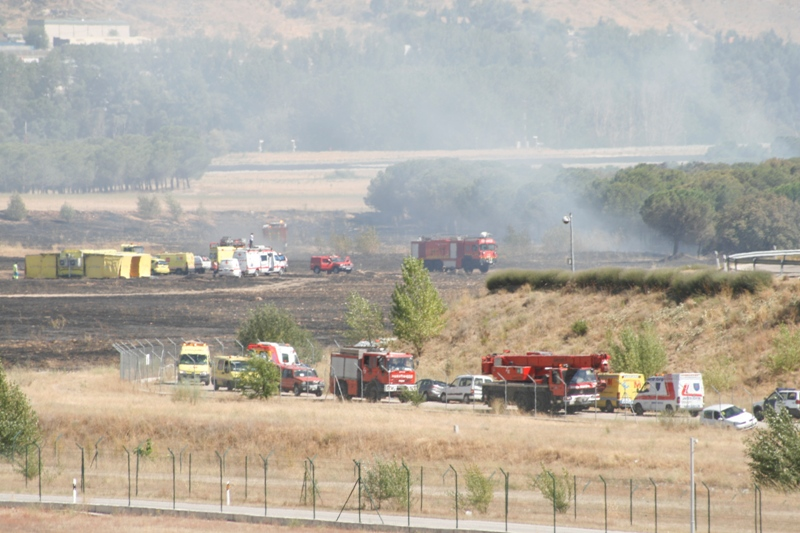
Serviços de emergência no local do acidente

Primeiro acidente com mortes na história da Spanair, foi o pior desastre aéreo ocorrido no continente espanhol desde o acidente com o voo Iberia 610 em 19 de fevereiro de 1985. Já o pior acidente aéreo de todo o território espanhol foi o Desastre de Tenerife, em 27 de março de 1977 na ilha de Tenerife, considerado também o maior desastre aéreo da história, com 583 mortes.

## Acidente

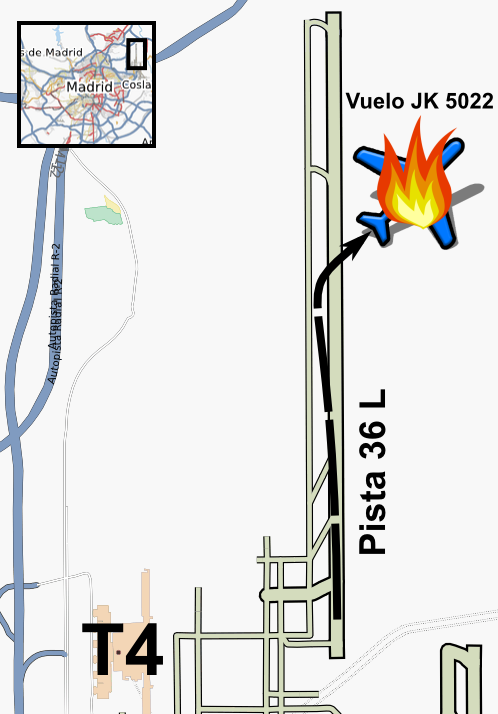
Esquema do local do acidente

O acidente ocorreu devido a um erro dos pilotos em não acionar os flaps e slats, conforme exigido para a decolagem. Sem o uso destes dispositivos as asas não poderiam gerar elevação suficiente para manter a aeronave no ar durante a decolagem. A aeronave saiu do solo momentaneamente, rolou para a direita, e impactou o chão ao lado da pista. 
O acidente ocorreu na segunda tentativa de decolagem. Uma hora antes, os pilotos tinham abortado uma decolagem porque um sensor indicou temperaturas excessivas em uma entrada de ar, e o avião voltou ao pátio para verificação do problema. Esse sensor foi desativado no solo (segundo se informa um procedimento estabelecido) e outra decolagem foi então tentada, durante o qual o acidente ocorreu.
O MD-82 possui um sistema de aviso de decolagem que deveria ter alertado os pilotos de que o avião não estava corretamente configurado para a decolagem. No entanto, o aviso não soou pois o mesmo sensor que foi desativado era o responsável por acionar o alarme de configuração de decolagem.
A tripulação perdeu o controle da aeronave devido a um estol imediatamente depois da decolagem, como consequência de uma configuração inadequada das superfícies de controle de voo flaps e slats, depois de uma série de erros e omissões, combinados com a ausência do aviso de configuração de decolagem inadequada. A tripulação não identificou os avisos de estol e não corrigiu a situação após a decolagem, retardando momentaneamente a aceleração dos motores. Os ângulos de inclinação não foram corrigidos, levando a um incremento da condição de estol e consequente perda de controle. A tripulação não foi capaz de detectar o erro de configuração porque negligenciou a lista de verificação (check-list), com as etapas de seleção e verificação das posições dos flaps e slats antes da decolagem.